# カーラ・マカラ
カーラ・デイドラ・マカラ （Kára Deidra McCullough、1991年9月9日 - ）は、アメリカ合衆国の美人コンテストタイトル保持者および、アメリカ合衆国原子力規制委員会の物理学者。2017年5月14日、ミス・コロンビア特別区USAとして出場したミスUSA大会にて、ミスUSAに選ばれた。ミス・ユニバース2017世界大会に出場し、トップ10に入った。
アーテンサル・マカラ・シニアとベティ・アン・パーカー夫妻の子として、イタリア、ナポリで生まれた。父は23年間アメリカ海軍に在籍し、マカラはこうしてシチリア、韓国、日本、そしてハワイなど様々な土地で暮らした。彼女は後にバージニアビーチで育ち、高校を修了した。マカラはサウスカロライナ州立大学に通い、放射化学に集中した科学分野の学士となって卒業し、在学中には第75代ミス・サウスカロライナ州立大学を務めた。学生の間、彼女はアメリカ化学会、健康物理学会（en）、アメリカ原子力会（en）のメンバーだった。彼女はゴールデン・キー・インターナショナル・オナー・ソサイエティ（en、GPAによってクラスの上位15%に入る大学生および大学院生が加入する）そして全米黒人技術者協会（en）の一員でもあった。
マカラは、原子力規制委員会の原子力安全保障および事件対応部門において、緊急時対応の専門家として働いている。
2017年のミス・コロンビア特別区USAとなるのに先立って、マカラは2015年と2016年の2度、ミス・コロンビア特別区USAの2位となっていた。2017年に、マカラはミス・コロンビア特別区USAとなった。2017年5月14日、マカラはラスベガスで開催されたミスUSA大会に出場した。彼女は、準優勝者のミス・ニュージャージーUSAと2位のミス・ミネソタUSAを退けてミスUSAとなった。ミスUSA大会において彼女の審査時、彼女はナチュラル・ヘア・ムーヴメントを支持するとみられ、生まれつきのヘアスタイル（すなわちアフロヘアー）で他のミスと競うことに決め、メディアの注目と称賛を受けた。マカラは、自分自身をフェミニストではなく平等主義者と呼ぶことに加え、ヘルスケアは働く者の特権であり権利ではないと質問に保守的な回答をしたため、批判と称賛の両方を受けた。彼女は、合衆国外生まれである7人目のミスUSAである。